# Rajd Barum 2009
Rezultaty Rajdu Barum (39. Barum Czech Rally Zlín 2009), eliminacji Intercontinental Rally Challenge w 2009 roku, który odbył się w dniach 20-22 sierpnia. Była to ósma runda IRC w tamtym roku oraz czwarta asfaltowa, a także siódma w mistrzostwach Europy i piąta w mistrzostwach Czech. Bazą rajdu było miasto Zlin. Zwycięzcami rajdu została czeska załoga Jan Kopecký i Petr Starý jadąca Škodą Fabią S2000. Wyprzedzili oni brytyjsko-irlandzką załogę Krisa Meeke i Paula Nagle'a w Peugeocie 207 S2000 oraz Finów Juho Hänninena i Mikko Markkulę w Škodzie Fabii S2000.
Rajdu nie ukończyło 51 kierowców. Na 8. oesie wypadek miał Włoch Giandomenico Basso (Fiat Abarth Grande Punto S2000). Na 10. oesie wycofał się Belg Freddy Loix (Peugeot 207 S2000). Francuz Bryan Bouffier (Proton Satria Neo S2000) miał awarię silnika na 1. oesie. Na 4. oesie Francuzowi Nicolasowi Vouillozowi zapalił się Peugeot 207 S2000. Na 13. oesie zrezygnował z jazdy Rosjanin Jewgienij Nowikow (Škoda Fabia S2000). Brytyjczyk Guy Wilks (Proton Satria Neo S2000) miał awarię silnika na 2. oesie, a Polak Leszek Kuzaj (Peugeot 207 S2000) - awarię alternatora na 5. oesie. Rajdu nie ukończyli również tacy zawodnicy jak: Czesi Jaromír Tarabus (Fiat Abarth Grande Punto S2000, 7. oes) i Roman Odložilík (Peugeot 207 S2000, awaria skrzyni biegów na 8. oesie), Włoch Corrado Fontana (Peugeot 207 S2000, zgubił koło na 3. oesie) i Polak Grzegorz Grzyb (Fiat Abarth Grande Punto S2000, wypadek na 13. oesie).

## Klasyfikacja ostateczna
| Miejsce                             | Zawodnik                 | Pilot                    | Samochód                       | Czas                     | Strata                   | Punkty                   |
| IRC (punktowane pozycje)            | IRC (punktowane pozycje) | IRC (punktowane pozycje) | IRC (punktowane pozycje)       | IRC (punktowane pozycje) | IRC (punktowane pozycje) | IRC (punktowane pozycje) |
| ----------------------------------- | ------------------------ | ------------------------ | ------------------------------ | ------------------------ | ------------------------ | ------------------------ |
| 1.                                  | Jan Kopecký              | Petr Starý               | Škoda Fabia S2000              | 2:24:21.1                |                          | 10                       |
| 2.                                  | Kris Meeke               | Paul Nagle               | Peugeot 207 S2000              | 2:25:21.5                | +1:00.4                  | 8                        |
| 3.                                  | Juho Hänninen            | Mikko Markkula           | Škoda Fabia S2000              | 2:26:21.9                | +2:00.8                  | 6                        |
| 4.                                  | Roman Kresta             | Petr Gross               | Peugeot 207 S2000              | 2:26:31.9                | +2:10.8                  | 5                        |
| 5.                                  | Martin Prokop            | Jan Tománek              | Peugeot 207 S2000              | 2:27:00.7                | +2:39.6                  | 4                        |
| 6.                                  | Pavel Valoušek           | Zdeněk Hrůza             | Škoda Fabia S2000              | 2:29:11.5                | +4:50.4                  | 3                        |
| 7.                                  | János Tóth               | Robert Tagai             | Peugeot 207 S2000              | 2:29:40.8                | +5:19.7                  | 2                        |
| 8.                                  | Václav Pech junior       | Petr Uhel                | Mitsubishi Lancer Evo IX       | 2:29:44.3                | +5:23.2                  | 1                        |
| Mistrzostwa Europy                  |                          |                          |                                |                          |                          |                          |
| 1. (9.)                             | Michał Sołowow           | Maciej Baran             | Peugeot 207 S2000              | 2:30:14.3                |                          | 15                       |
| 2. (13.)                            | Jan Černý                | Pavel Kohout             | Subaru Impreza WRX STi         | 2:35:54.6                | +5:40.3                  | 10                       |
| 3. (17.)                            | Marco Cavigioli          | Enrico Cantoni           | Fiat Abarth Grande Punto S2000 | 2:38:20.1                | +8:05.8                  | 6                        |
| 4. (18.)                            | Antonín Tlusťák          | Jan Škaloud              | Citroën C2 S1600               | 2:39:14.1                | +8:59.8                  |                          |
| 5. (31.)                            | Todor Slavov             | Dobromir Filipov         | Renault Clio R3                | 2:45:56.7                | +15:42.4                 |                          |
| Mistrzostwa Czech (pierwsza trójka) |                          |                          |                                |                          |                          |                          |
| 1. (1.)                             | Jan Kopecký              | Petr Starý               | Škoda Fabia S2000              | 2:24:21.1                |                          | 48                       |
| 2. (3.)                             | Juho Hänninen            | Mikko Markkula           | Škoda Fabia S2000              | 2:26:21.9                | +2:00.8                  | 30                       |
| 3. (4.)                             | Roman Kresta             | Petr Gross               | Peugeot 207 S2000              | 2:26:31.9                | +2:10.8                  | 25                       |

## Zwycięzcy odcinków specjalnych
| Dzień      | Odcinek | G. rozp. | Nazwa         | Długość  | Zwycięzca               | Czas    | Lider rajdu   |
| ---------- | ------- | -------- | ------------- | -------- | ----------------------- | ------- | ------------- |
| 1 (21 SIE) | SS1     | 21:00    | SSS Zlín      | 9.36 km  | Juho Hänninen           | 7:08.5  | Juho Hänninen |
| 2 (22 SIE) | SS2     | 08:53    | Pindula 1     | 19.13 km | Jan Kopecký             | 9:58.4  | Jan Kopecký   |
| 2 (22 SIE) | SS3     | 09:56    | Halenkovice 1 | 17.39 km | Jan Kopecký             | 9:16.7  | Jan Kopecký   |
| 2 (22 SIE) | SS4     | 10:44    | Kudlovice 1   | 22.47 km | Kris Meeke              | 12:19.3 | Jan Kopecký   |
| 2 (22 SIE) | SS5     | 12:42    | Pindula 2     | 19.13 km | Jan Kopecký             | 9:55.0  | Jan Kopecký   |
| 2 (22 SIE) | SS6     | 13:20    | Zádveřice 1   | 14.82 km | Jan Kopecký             | 7:46.9  | Jan Kopecký   |
| 2 (22 SIE) | SS7     | 15:28    | Halenkovice 2 | 17.39 km | Juho Hänninen           | 9:20.4  | Jan Kopecký   |
| 2 (22 SIE) | SS8     | 16:16    | Kudlovice 2   | 22.47 km | Jan Kopecký Freddy Loix | 13:11.8 | Jan Kopecký   |
| 2 (22 SIE) | SS9     | 17:34    | Zádveřice 2   | 14.82 km | Jan Kopecký             | 8:20.6  | Jan Kopecký   |
| 3 (23 SIE) | SS10    | 08:48    | Troják 1      | 28.81 km | Kris Meeke              | 16:45.3 | Jan Kopecký   |
| 3 (23 SIE) | SS11    | 09:31    | Semetín 1     | 11.71 km | Jan Kopecký             | 7:05.1  | Jan Kopecký   |
| 3 (23 SIE) | SS12    | 10:54    | Komárov 1     | 8.47 km  | Kris Meeke              | 4:49.6  | Jan Kopecký   |
| 3 (23 SIE) | SS13    | 12:47    | Troják 2      | 28.81 km | Kris Meeke              | 16:17.9 | Jan Kopecký   |
| 3 (23 SIE) | SS14    | 13:30    | Semetín 2     | 11.71 km | Juho Hänninen           | 6:46.3  | Jan Kopecký   |
| 3 (23 SIE) | SS15    | 14:53    | Komárov 2     | 8.47 km  | Juho Hänninen           | 4:47.3  | Jan Kopecký   |